# Santa Maria di Pozzo Faceto
```

```

Con il titolo di Santa Maria di Pozzo Faceto o Beata Vergine del Pozzo si indica un'antica immagine di Maria che viene invocata come protettrice di Fasano (assieme a San Giovanni Battista).
Viene così chiamata perché il ritrovamento della "sacra immagine" avvenne durante i lavori di sistemazione di un pozzo: alcuni operai, durante lo scavo, si imbatterono in una specie di grotta che aveva per sfondo un'immagine della Madonna. Staccato il masso, lo portarono in superficie e lo custodirono costruendo in quello stesso luogo una cappella, il cui nucleo originario risale ai secoli XI-XII. L'icona è ancora oggi visibile sull'altare maggiore del santuario; anche il pozzo dove avvenne il ritrovamento è attualmente esistente e visibile all'interno del santuario, vicino all'ingresso.
Gli abitanti di Fasano elessero come propria patrona la Madonna di Pozzo Faceto nel 1784.
Questo santuario presenta una pianta a croce latina che si sviluppa longitudinalmente che abbinata a una facciata a capanna forma un'armonia unica nelle forme.